# Blue Eyes Crying in the Rain
Blue Eyes Crying in the Rain è un brano musicale composto da Fred Rose. Originariamente interpretata da Roy Acuff, la canzone venne in seguito incisa da Willie Nelson ed inserita nel suo album Red Headed Stranger del 1975. Sia la canzone che l'album divennero iconici nella storia della musica country, e catapultarono Nelson alla ribalta del successo come artista solista (in precedenza egli era noto soprattutto come autore per altri artisti).

## Il brano
Incisa per la prima volta nel 1945 da Acuff, Blue Eyes Crying in the Rain venne registrata da Hank Williams nel 1951 per il "Mother's Best Flour Hour". Altre incisioni notevoli del brano si ebbero da parte di Donn Reynolds (MGM single - giugno 1957), Ferlin Husky (album Ferlin's Favorites - novembre 1959), Slim Whitman (album Country Favorites - 1959), Gene Vincent (15 ottobre 1958 / album Crazy Times! 1960), Bill Anderson (album ...Sings Counrty Heart Songs - 15 gennaio 1962), John D. Loudermilk (album Country Love Songs Plain and Simply Sung - agosto 1968), e Conway Twitty (album Hello Darlin' - giugno 1970).
La versione di Willie Nelson, registrata nel 1975 per il concept album Red Headed Stranger, fu definita dallo storico della musica country Bill Malone: "un ottimo esempio di pulita, pura musica country, [con] un arrangiamento spartano che sembra provenire dritto dagli anni quaranta".
Prima del successo di Blue Eyes Crying in the Rain, Nelson aveva goduto di una certa popolarità principalmente come autore di canzoni, con brani quali Crazy (scritto per Patsy Cline) e Hello Walls (Faron Young) che erano stati dei successi. Come performer, tuttavia, Nelson aveva già avuto dei successi da Top 10 Country in due occasioni; la prima nel 1962, come cantante solista (Touch Me), e in duetto con Shirley Collie (Willingly).
Nell'ottobre 1975, la canzone divenne il primo numero 1 in classifica di Nelson come cantante solista, e alla fine dell'anno si posizionò al terzo posto nella classifica Billboard Hot Country Singles per l'anno 1975. In aggiunta, l'alta rotazione alla quale venne sottoposta la canzone nella stazioni radio mainstream, fece raggiungere al brano la posizione numero 21 della Billboard Hot 100.
Nel 2004, la rivista Rolling Stone classificò Blue Eyes Crying in the Rain alla posizione numero 302 nella sua lista delle 500 migliori canzoni di sempre.

## Versione di Elvis Presley
Elvis Presley incise una versione di Blue Eyes Crying in the Rain (dopo averla cantata per molti in anni in privato per parenti ed amici accompagnandosi al pianoforte) nella "Jungle Room" a Graceland, stanza arredata in stile polinesiano con tanto di piante esotiche e cascata d'acqua artificiale, il 7 febbraio 1976. La traccia venne inserita nell'album From Elvis Presley Boulevard, Memphis, Tennessee. Inoltre, questa fu l'ultima canzone della quale si sia a conoscenza che Presley cantò prima della sua morte avvenuta il 16 agosto 1977.